# Cyrtandra glabra
Cyrtandra glabra là một loài thực vật có hoa trong họ Tai voi. Loài này được Banks ex C.F.Gaertn. mô tả khoa học đầu tiên năm 1807.